# ویله (کودوگو)
ویله شهری در شهرستان کودوگو در استان بولکیمده در بورکینافاسوی غربی مرکزی است جمعیت آن ۲۸۱۳ نفر است.